# NK Primorje
Maillots
Dernière mise à jour : 14 février 2012.
Le NK Primorje est un club de football slovène basé à Ajdovščina.

## Historique
- 1924 : fondation du club
- 1997 : 1re participation à une Coupe d'Europe (C2, saison 1997/98)

## Palmarès
- Coupe de Slovénie de football
  - Finaliste : 1996, 1997, 1998